# 李凌冰
李凌冰（？—），女，中华人民共和国外交官，曾任中华人民共和国驻阿曼苏丹国特命全权大使。

## 生平
1987年毕业于上海外国语大学阿拉伯语专业，随即进入中华人民共和国外交部工作。曾任驻阿联酋大使馆政务参赞和外交部西亚北非司参赞。2015年5月，出任中华人民共和国驻迪拜总领事。2018年12月，出任中华人民共和国驻阿曼大使。2024年4月，自驻阿曼大使离任。